# Verteidigungsbezirkskommando 81
Das Verteidigungsbezirkskommando 81 war ein Verteidigungsbezirkskommando der Bundeswehr mit Sitz des Stabs in Halle (Saale). Hauptaufgabe des Kommandos war die Territoriale Verteidigung in seinem Verteidigungsbezirk.

## Geschichte

### Aufstellung
Nach der Wiedervereinigung wurden im ehemaligen Militärbezirk III der Landstreitkräfte der Nationalen Volksarmee zügig die aus Westdeutschland bekannten territorialen Strukturen geschaffen (vgl. die Gliederung des Territorialheeres um 1989). Das Verteidigungsbezirkskommando 81 wurde zur Einnahme der Heeresstruktur V Anfang der 1990er-Jahren als Teil des Territorialheeres ausgeplant und dem Befehlshaber im Wehrbereich VIII unterstellt. Angelehnt an die zivile Verwaltungsgliederung in Westdeutschland sollte der Verteidigungsbezirk in etwa einem (zukünftigen) Regierungsbezirk entsprechen. Bei der Aufstellung orientierte man sich aber beim Zuschnitt des neuen Verteidigungsbezirks zunächst noch ungefähr an dem aus der Deutschen Demokratischen Republik bekannten Bezirk Halle. Entsprechend war auch der Standort des Stabs Halle/Saale. Als das Land Sachsen-Anhalt drei Regierungsbezirke einrichtete, blieb der Zuschnitt der zwei Verteidigungsbezirke in Sachsen-Anhalt dennoch unverändert. Der Verteidigungsbezirk 81 entsprach daher etwa dem Gebiet der Regierungsbezirke Halle und Dessau.

### Wechsel zum Wehrbereichskommando VII
Zum 1. Oktober 1997 wurde das Wehrbereichskommando VIII aufgelöst. Die Führung der Verteidigungsbezirkskommandos in Sachsen-Anhalt, also auch die Führung des Verteidigungsbezirkskommandos 81, wurde dem Wehrbereichskommando VII übertragen.

### Wechsel in die Streitkräftebasis
2001 wurde das Territorialheer aufgelöst. Die Wehrbereichskommandos und Verteidigungsbezirkskommandos wurden der neu aufgestellten Streitkräftebasis unterstellt. Die Wehrbereiche und Verteidigungsbezirke wurden grundlegend neu geordnet und ihre Anzahl reduziert. Im Gegensatz zu den meisten anderen Verteidigungsbezirken blieb der Zuschnitt des Verteidigungsbezirks 81 aber unverändert erhalten. Das Verteidigungsbezirkskommando 81 wurden dem „neu“ aufgestellten Wehrbereichskommando III unterstellt. Die unterstellten Verteidigungskreiskommandos wurden aufgelöst und seine Aufgaben teils den neu aufgestellten Kreisverbindungskommandos übertragen.

### Auflösung
Das Verteidigungsbezirkskommando wurde 2007 außer Dienst gestellt. Einige seiner Aufträge wurden dem neu aufgestellten Landeskommando Sachsen-Anhalt sowie den unterstellten Bezirksverbindungskommandos übertragen.

## Verbandsabzeichen

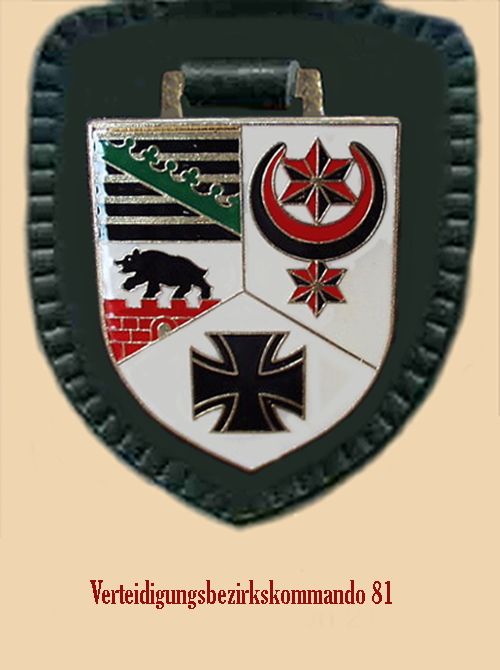
Internes Verbandsabzeichen des Stabes/Stabskompanie

Das Verteidigungsbezirkskommando führte aufgrund seiner Ausplanung als überwiegend nicht aktiver Truppenteil kein eigenes Verbandsabzeichen. Die wenigen aktiven Soldaten trugen daher das Verbandsabzeichen des übergeordneten Wehrbereichskommandos.
Als „Abzeichen“ wurde daher unpräzise manchmal das interne Verbandsabzeichen des Stabes und der Stabskompanie „pars pro toto“ für das gesamte Verteidigungsbezirkskommando genutzt. Das interne Verbandsabzeichen zeigte als Hinweis auf den Stationierungsraum einige Figuren aus dem Landeswappen von Sachsen-Anhalt und dem Stadtwappen Halles. Oben links die Halleschen roten Sterne und Mond. Rechts der askanische Bär auf den roten Zinnen (vgl. Schloss Bernburg) und der wettinischen Rautenkranz auf der typischen schwarz-goldenen Schildteilung. Das unten abgebildete Eiserne Kreuz ist das Hoheitszeichen der Bundeswehr.